# Pécari à lèvres blanches
Tayassu pecari
Genre
Espèce
Répartition géographique
Statut de conservation UICN

VUA2bcde+3bcde : Vulnérable
Statut CITES
Le pécari à lèvres blanches (Tayassu pecari) est une espèce de mammifères artiodactyles de la famille des Tayassuidae. Appelé aussi pécari à barbe blanche ou « Kochon bwa » (cochon-bois) en créole, il ressemble au sanglier. Cette espèce est localisée entre le sud du Mexique et le nord de l'Argentine. Le pécari à lèvres blanches est l'une des trois espèces vivantes reconnues de pécaris et la seule espèce du genre Tayassu.

## Description
Le pécari à lèvres blanches est un ongulé diurne dont la taille varie de 75 à 140 cm de long, pour une hauteur au garrot de 45 à 60 cm. Il pèse de 25 à 40 kg et vit jusqu'à 13 ans dans la nature,.
Le pelage, dru et grossier, du pécari à lèvres blanches adulte est noir ou marron sur l'ensemble de son corps. Il se distingue par son pelage blanc situé uniquement dans la zone entourant la mâchoire inférieure et les joues. Il n'y a pas de dimorphisme sexuel entre le mâle et la femelle. Les jeunes pécaris sont plus clairs : ils sont bruns/roux pour un poids moyen de 1,2 kg à la naissance.
Comme les autres pécaris, le pécari à lèvres blanches se distingue du porc domestique par ses canines supérieures pointant vers le bas, son estomac compartimenté et son nombre impair de doigts. Il ressemble physiquement au sanglier par son aspect trapu et massif. Cependant, sa queue est plus courte et son groin est dépourvu de défenses. Cette espèce possède également une glande dorsale cutanée sur la croupe qui sécrète une substance utilisée pour le marquage de leur territoire ou dans les échanges sociaux avec leurs congénères,.

## Évolution de l'espèce
Le pécari à lèvres blanches (T.pecari) est l'une des trois espèces vivantes et reconnues de pécaris de la famille des Tayassuidae, avec le pécari à collier (P.tajacu) et le pécari du Grand Chaco (C.wagneri).

Il s'agit de la seule espèce du genre Tayassu.

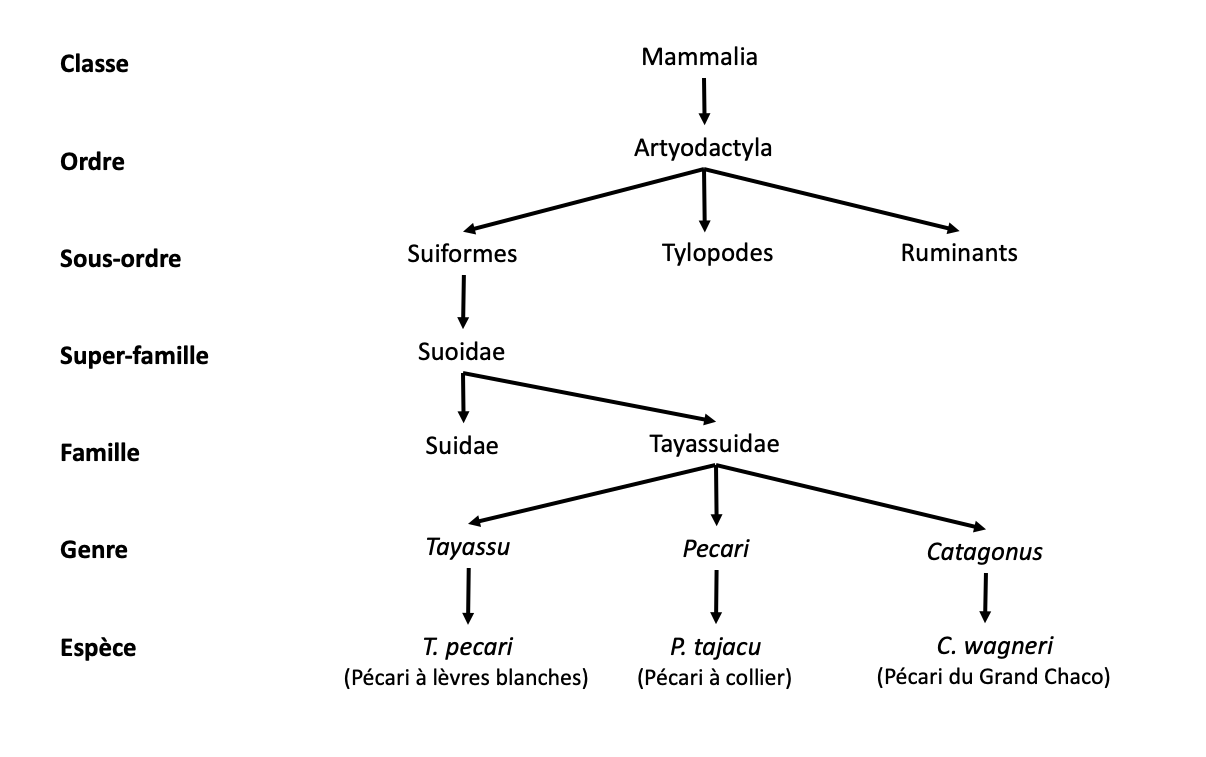
Position systématique du pécari à lèvres blanches (T.pecari)

Selon Mammal Species of the World (version 3, 2005)  (25 novembre 2020), il y a 5 sous-espèces du pécari à lèvres blanches :
1. sous-espèce Tayassu pecari aequatoris (Equateur)
2. sous-espèce Tayassu pecari albirostris (Paraguay, Brésil)
3. sous-espèce Tayassu pecari pecari ( Guyane française, Venezuela, Brésil)
4. sous-espèce Tayassu pecari ringens (Belize, Mexique)
5. sous-espèce Tayassu pecari spiradens (Costa Rica)

## Comportement et cycle de vie

### Structure sociale
Le pécari à lèvres blanches est un ongulé avec un comportement social et grégaire. Il vit dans des grands groupes, appelés hardes, pouvant atteindre plusieurs centaines d'individus, généralement de 10 à 300 individus par harde selon l'habitat,. Les grands groupes peuvent se diviser en plusieurs sous-bandes, plus petits, qui partagent le même domaine vital mais qui se nourrissent dans des zones différentes. Ils n'ont pas de territoire attitré et leurs mouvements sont imprévisibles. Puisqu'ils se déplacent sur de grandes distances, leur présence dans un habitat peut être épisodique.
Le pécari à lèvres blanches tolère peu les humains et évite ou disparaît rapidement des zones très peuplées.
Un mâle dominant régit l'organisation d'une harde mais ce système hiérarchique n'est pas respecté pour la reproduction.

### Reproduction

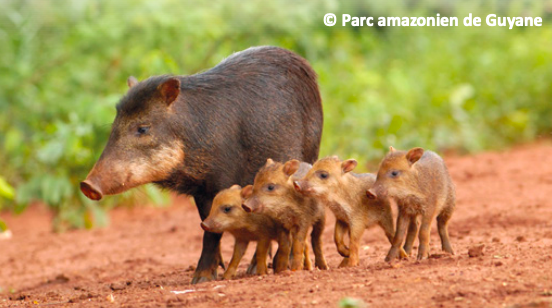
Pécari à lèvres blanches avec des petits. Photo prise par le [https://www.parc-amazonien-guyane.fr/fr Parc amazonien de Guyane

Le pécari à lèvres blanches atteint sa maturité sexuelle entre l'âge de 18 mois et 24 mois. Il n'y a pas de saison de reproduction, c'est-à-dire qu'ils peuvent se reproduire tout au long de l'année. Cependant, quelques études, ont montré qu'un grand nombre de femelles mettent bas durant la saison sèche (avril-mai).
Il n'y a pas de hiérarchie au niveau de la reproduction, tous les mâles d'une harde peuvent donc se reproduire avec les femelles qui y sont présentes.
La durée de gestation des femelles est en moyenne de 158 jours, et elles donnent généralement naissance à de petites portées de 1 à 3 petits. Les nouveau-nés sont nidifuges et sont élevés jusqu'à l'âge de 12 à 20 mois.
L'intervalle entre deux gestations d'une même femelle est d'environ 200 jours.
L’ensemble de ces caractéristiques confère un faible potentiel de renouvellement pour l’espèce et fait du Pécari à lèvres blanches une espèce sensible aux perturbations.

### Alimentation
Le pécari à lèvres blanches est principalement frugivore,, et granivore. Son alimentation est basée à « 60 % de fruits», notamment les fruits tombés au sol, « 35 % de parties végétatives (tiges, feuilles, racines, etc.) » qu'il trouve en retournant la terre, « le reste étant constitué de vers, d’insectes, de grenouilles, de lézards, de tortues, d’œufs d’oiseaux et de charognes (régime omnivore) » . La plupart des fruits ingérés par les pécaris est issue de la «production résiduelle, c’est-à-dire des fruits tombés au sol qui n’ont pas été consommés par les animaux arboricoles » (noix dures, fruits du Palmier-bâche, etc.), .
Leurs comportements et habitudes alimentaires très frugivores altèrent la survie des plantes. La prédation, le piétinement et l'enracinement des semences affectent la dispersion et la distribution spatiale des plantes consommées,.

### Ses prédateurs

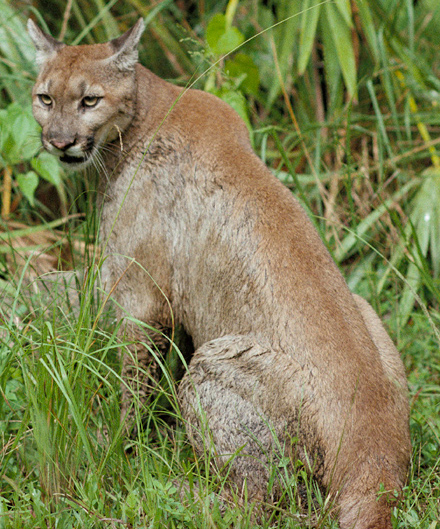
Puma (Puma concolor)

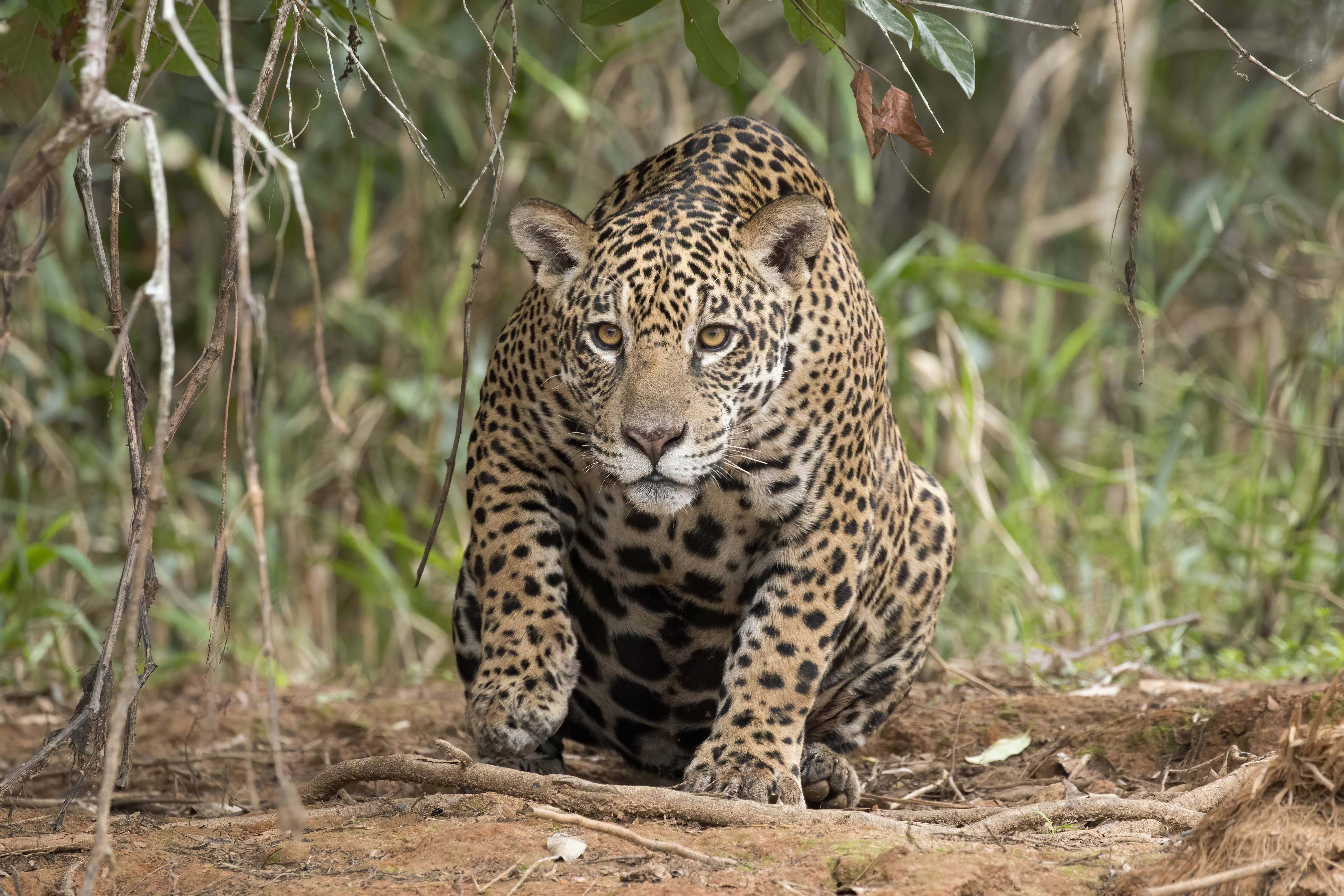
Jaguar (Panthera onca)

Le pécaris à lèvres blanches est la proie de plusieurs grands félins comme le jaguar (Panthera onca) et le puma (Puma concolor).
Cependant, en lien avec la diminution des populations de pécaris à lèvres blanches, des études réalisées au Brésil et en Guyane ont montré que le nombre d'interactions de jaguars (Panthera onca) s'attaquant et mangeant du bétail ou des chiens a augmenté ces dernières années.
Il existe également un autre grand prédateur du pécari à lèvres blanches qui est le principal responsable de son déclin : l'humain. Le pécari à lèvres blanches est victime de la chasse excessive des humains, notamment par la chasse des populations pauvres habitant dans les forêts. Pour ces dernières, le pécari à lèvres blanches a une importance socio-économique considérable en leur fournissant de la viande, des peaux, des revenus et du sport (chasse).

## Écologie et répartition

### Habitat
Le pécari à lèvres blanches est une espèce qui a besoin de grandes zones boisées pour maintenir ses populations viables, notamment dans la forêt moyenne semi-pérenne et la forêt faiblement inondée. On les remarque souvent proche des plans d'eau et par conséquent, on ne les retrouve pas dans les forêts sèches. Cette espèce parcourt de longues distances journalières qui sont imprévisibles, sa présence dans certains habitats est donc irrégulière et épisodique.
Une étude réalisée en 2009 a observé que le domaine vital des pécaris à lèvres blanches augmente considérablement lors de la saison des pluies, ce qui suggère que la présence et la disponibilité en eau joue un rôle important dans le choix des déplacements de cette espèce.
L'habitat idéal des pécaris à lèvres blanches est donc une combinaison de forêts semi-pérennes et faiblement inondées avec une forte densité d'étangs. La disponibilité en eau étant probablement le facteur le plus important pour la présence de groupes de pécaris à lèvres blanches dans un site donné.

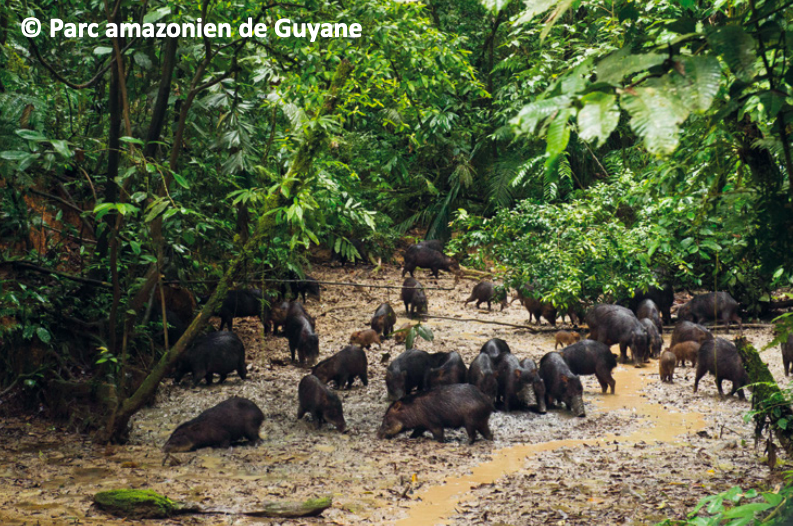
Harde de pécaris à lèvres blanches dans zone forestière marécageuse.

### Répartition géographique
Le pécari à lèvres blanches vit dans les forêts tropicales continues d'Amérique du Sud. Sa distribution varie entre le Sud du Mexique et le Nord de l'Argentine. On le retrouve au Mexique, en Argentine, au Guatemala, en Honduras, au Nicaragua, au Costa Rica, au Belize, en Bolivie, au Brésil, en Colombie, en Equateur, en Guyane française, en Guyana, au Paraguay, au Pérou, au Suriname, et au Venezuela,,. On retrouve également des pécaris à lèvres blanches à Cuba où ils ont été introduits.
Aujourd'hui, le pécari à lèvres blanches a disparu dans 80 % de son aire de répartition historique au Mexique. Dans ce pays, les pécaris à lèvres blanches ont disparu des États de Veracruz, Tabasco et Yucatan, mais il reste des populations isolées à Oaxaca et Quintana Roo. La cause de cette disparition est dû à la réduction de l'aire de répartition de cette espèce en raison de la fragmentation des forêts et de la chasse excessive.
La taille de son domaine varie en fonction du nombre d'individus dans la harde et en fonction de la disponibilité de fruits. Selon plusieurs études, le domaine vital des pécaris à lèvres blanches s'étend de 20 à 200 km2 selon le pays où il est présent. Par exemple, le domaine vital des pécaris à lèvres blanches au Pérou fluctue de 60 à 200 km2 tandis que dans certaines zones ultra-productives du Brésil, leur domaine vital n'est que de 19 à 26 km2.

## Rôles écologiques

### Espèce-clé
Le pécari à lèvres blanches est une espèce clé mais aussi un «ingénieur des écosystèmes» grâce à son impact significatif dans la structure et la fonction des forêts néo-tropicales ainsi que pour les communautés forestières présentes dans son aire de répartition,,,, Il joue de multiples rôles dans les équilibres écologiques ainsi que pour la chasse des communautés locales. En tant que frugivore, cette espèce contribue à la régénération des forêts par la prédation de fruits, la dispersion de semences, et en «éclaircissant efficacement les populations végétales»,. Le pécari à lèvres blanches participe à la régénération de la forêt, en labourant les sols à la recherche de nourriture et en favorisant la dissémination des graines. Il crée et maintient des marais qui sont un habitat aquatique essentiel pour de nombreuses espèces.
Les pécaris à lèvres blanches sont les seuls ongulés de la forêt tropicale qui forment de grands troupeaux (20 à 300 individus), alors leurs impacts sur les habitats forestiers sont conséquents et peuvent même être dramatiques pour certaines zones. La disparition de cette espèce dans une zone tropicale entrainerait des modifications de l'habitat et des pertes de biodiversité importantes. Sa disparition aurait également de fortes conséquences dans la perte d'interactions entre espèces. « La perte des interactions écologiques des espèces clés est une menace croissante pour la structure et la fonction de l'écosystème ». Habituellement, elle est perdue avec l'extinction d'une espèce clé mais lorsque la perte d'interactions est perdue avant qu'une espèce ne s'éteigne démographiquement, on appelle cette situation : extinction écologique. «Cela se produit lorsqu'une espèce n'interagit plus de manière significative avec d'autres espèces, souvent en raison d'une forte réduction de son abondance». L'extinction écologique peut avoir des conséquences considérables si une espèce a des fonctions écosystémiques uniques et critiques, comme c'est le cas avec le pécari à lèvres blanches.

### Espèce parapluie
Le pécari à lèvres blanche est aussi une espèce parapluie puisque ses nombreux besoins incluent également ceux des autres espèces présentes dans son habitat. En réalisant des actions de conservation pour le pécari à lèvres blanches, on protège également toutes les espèces présentes dans ses grands espaces variés. Le pécari à lèvres blanches est également un maillon important de la chaîne alimentaire en étant une proie de choix pour les grands félins comme le jaguar (Panthera onca) et le puma (Puma concolor). Il est aussi largement reconnu pour son importance socio-économique considérable pour les populations pauvres des forêts qui le chasse pour sa viande, sa peau et pour le sport.
Les rôles écologiques du pécari à lèvres blanches, associés à son importance économique et culturelle pour les communautés humaines, ainsi que sa diversité d'habitats dans son vaste domaine géographique, forment un «large éventail de justification» pour la conservation de cette espèce.

## Menaces
Le pécari à lèvres blanches fait face à de multiples menaces dans son aire de répartition géographique, notamment la destruction et la dégradation à grande échelle de son habitat, des niveaux de chasse qui ne sont pas durables et des maladies épidémiques.

### Fragmentation de son habitat
Le pécari à lèvres blanches est très vulnérable à la surexploitation et la fragmentation d'habitats puisqu'il a besoin de grandes zones écologiquement intactes pour maintenir ses populations viables. Cependant, les forêts amazoniennes subissent une grande déforestation et laissent de plus en plus de place aux élevages industriels, à l'agriculture intensive et à l'allongement des réseaux routiers. La destruction de leur habitat engendre des conséquences sur le maintien de leurs déplacements, l'accès aux fruits et sur leurs rôles écologiques .
Des études ont montré que leur rôle dans la prédation de fruits et de dispersion est important pour la biodiversité de certains habitats forestiers. Mais l'accès aux fruits, qui est l'alimentation principale des pécaris à lèvres blanches, est réduit à cause du déboisement et de la fragmentation. D'autant plus que la réduction de la superficie de leur habitat s'accompagne également de la perte de diversité de la végétation, et par conséquent de la diversité des fruits. Les besoins en superficie des pécaris à lèvres blanches seront donc affectés par « la disponibilité totale des fruits, la disponibilité saisonnière et la distribution des arbres fruitiers».
De plus, la destruction de leur habitat peut intensifier les périodes naturelles de pénuries des fruits. Sans fruits, les frugivores devront s'adapter rapidement : certains émigreront dans d'autres zones, tandis que d'autres modifieront leur diète. Il est donc essentiel de prendre en compte la localisation et la disponibilité des fruits dans les zones forestières pour la conservation du pécari à lèvres blanches.

### Chasse
Plusieurs études,, montrent que le déclin des pécaris à lèvres blanches serait relié à la chasse excessive.
Dans les années 2000-2001 en Guyane française, le pécari à lèvres blanches représentait 44 % de tous les mammifères chassés et plus de 30 % du nombre total d'animaux chassés à cette période. Le pécari à lèvres blanches est donc l'espèce de pécari la plus fréquemment chassée.

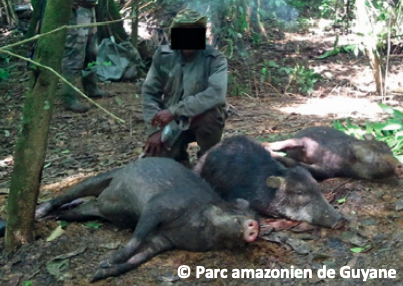
Chasseur posant devant 3 pécaris à lèvres blanches tués.

La période légale de la saison de la chasse se déroule durant la saison sèche (avril à mi-mai), et c'est l'une des principales menaces pour les hardes,. Durant cette saison, les pécaris à lèvres blanches sont très proches des quelques sources d'eau restantes. Leur domaine vital est donc relativement réduit et les populations deviennent très vulnérables et stressées. La vulnérabilité des pécaris à lèvres blanches est relié à leurs « faibles densités, à leurs modèles de répartition et de regroupement très large et à leur comportement cohésif »
Un autre problème majeur de la chasse est dû à la mauvaise gestion des chasseurs sur le nombre de pécaris tués,. En effet, puisque les groupes de pécaris se déplacent de façon imprévisibles et qu'ils peuvent être absents pendant plusieurs temps, ils sont particulièrement chassés à leur retour. Dès qu'une harde de cette espèce est de retour dans une zone de chasse, la nouvelle se répand dans la communauté, et les chasseurs se rassemblent pour tuer un grand nombre de pécaris. Cette chasse excessive sur une harde se termine souvent en véritable massacre : plusieurs dizaines d'entre eux seront tués et dans certains cas, c'est presque tout le groupe qui sera éliminé.
La structure sociale de la harde est ainsi fortement perturbée, puisqu'on estime que la « taille minimale viable d'une sous-bande est d'environ 40 individus ». La perte d'une grande partie de la harde provoque des conséquences sur le comportement des pécaris survivants en les rendant vulnérables à la prédation ou en limitant l'atteinte des zones d'alimentation et de sources d'eau que seuls certains individus de la harde connaissaient.
La chasse durant la période sèche provoque donc des conséquences désastreuses pour les populations de pécaris à lèvres blanches.
De plus, le tourisme local alimente également le déclin des populations de pécaris à lèvres blanches par sa demande en produits locaux. Une étude réalisée en 2003 a établi l'estimation de la consommation en viande de gibier des restaurants guyanais, soit 50 tonnes par an. « Le Pécari à collier, le Pécari à lèvres blanches et le Tapir arrivent en tête des espèces proposées au menu des restaurants ».

### Épizootie
Cette espèce connaît des cycles d’abondance très marqués avec de très fortes diminutions d’effectifs. Bien que la destruction d'habitat et la chasse sont les menaces les plus importantes pour les pécaris à lèvres blanches, ces fortes variations cycliques pourrait être liées à des épizooties. Il y a eu des observations de cas de maladies expliquant des morts soudaines ou qui affecteraient le potentiel reproducteur, et qui ont probablement été répandues à partir du porc domestique.
Le déclin des populations de pécaris à lèvres blanches pourrait être relié à des épizooties, qui seraient d'origine "naturelle" (mécanisme de régulation d'une population), ou bien causées par des contacts avec des porcs domestiques qui se seraient introduits dans les forêts.
Plusieurs études ont trouvé récemment une prévalence élevée d'anticorps de Leptospira spp. dans des populations de pécaris vivant en liberté et en captivité au Brésil et au Pérou. Cependant, pour l'instant, aucune relation directe n'a été démontré avec la dynamique des populations de pécaris à lèvres blanches. Mais on sait que Leptospira affecte la reproduction chez les porcs domestiques et provoque une mauvaise performance de reproduction chez le pécari à collier captif.

## Conservation

### Statut de conservation
Depuis 2012, la Liste Rouge de l'IUCN a classé le pécari à lèvres blanches comme "vulnérable" à cause de sa tendance de population en diminution.
Une espèce vulnérable est une espèce en péril puisque ses caractéristiques biologiques la rendent particulièrement sensible aux menaces liées aux activités humaines ou à certains phénomènes naturels. La fragmentation des habitats et la chasse excessive sont les causes principales de son déclin actuel.
Le pécari à lèvres blanches est également inscrit à l'annexe II de la CITES, la liste des espèces qui, bien que n'étant pas nécessairement menacées actuellement d'extinction, pourraient le devenir si le commerce de leurs spécimens n'était pas étroitement contrôlé.

### Solutions de conservation
Le problème majeur auquel nous sommes confrontés pour la conservation du pécari à lèvres blanches est le manque d'informations récentes et fiables sur sa biologie, son écologie et l'état de sa population dans son aire de répartition. Les données sont difficiles à obtenir à cause de la grande répartition des populations dans leur vaste domaines vitaux, leurs mouvements imprévisibles, le manque de moyens techniques et des faibles supports des gouvernements internationaux pour les études à long-termes. Par conséquent, nous ne savons toujours pas pourquoi les populations de pécaris à lèvres blanches sont en rapide déclin depuis le début des années 2000, au point de disparaitre complètement de certaines zones et pays.
Tout d'abord, pour qu'un plan de conservation soit réussi, il devra être développé avec les communautés qui habitent dans les forêts ainsi qu'avec les conseils de quelques personnes externes. Les règles appliquées par les autorités de la ville sont souvent ignorées et peu appliquées dans les régions isolées. Il faudrait expliquer d'autres options qui s'offrent aux chasseurs de gibiers pour réduire la chasse aux pécaris à lèvres blanches.
La chasse devrait être déplacée vers la saison des pluies et interdite durant la saison sèche, la saison la plus vulnérable pour les pécaris à lèvres blanches qui se regroupent dans un domaine vital beaucoup plus restreint et qui semble être une saison de reproduction avec un grand nombre de mises bas. Il pourrait également y avoir l'installation d'une zone protégée qui permettrait aux pécaris à lèvres blanches d'avoir un lieu sécuritaire durant la saison de la chasse. Un quota préventif de ne pas dépasser 10 % d'un groupe donné pourrait être déterminé pour la saison de la chasse. À titre d'exemple, la Guyane française limite désormais l'autorisation du nombre de pécaris abattu à 2 individus par sortie et par personne,.
Pour conserver les populations de pécari à lèvres blanches et les communautés qui l'entourent, il faudrait aussi préserver de vastes zones de forêts tropicales. La conservation de vastes zones de forêt intactes et le contrôle de la chasse excessive maintiendrait les populations de pécari à lèvres blanches dans les zones habités par des populations humaines. Les mesures de conversation devront alors comprendre une protection efficace contre la chasse excessive, un arrêt du développement des routes pour éviter la fragmentation d'habitats supplémentaires et le maintien de la disponibilité de sources d'eau. Il pourrait même être utile de placer des conteneurs d'eau artificiels dans des zones stratégiques pour les années avec des saisons sèches particulièrement difficiles pour les pécaris à lèvres blanches.
Voici plusieurs alternatives qui ont été recensées et qui peuvent être « mises en place afin de limiter la disparition des espèces chassées :
- l’instauration de zones réserves
- des restrictions sur la taille ou le sexe des animaux prélevables (plan de chasse)
- des périodes de fermeture
- des restrictions sur les méthodes de chasse
- la préservation des ressources alimentaires du gibier menacé
- l’organisation de chasses lointaines
- l’écotourisme
- l’élevage de faune sauvage »

En tant qu'espèce clé et ingénieur de l'écosystème, la conservation des populations de pécaris à lèvres blanches est nécessaire pour maintenir la biodiversité locale et l'intégrité écologique puisqu'elles ont des impacts significatifs sur la structure et la fonction des écosystèmes. Cette espèce est très vulnérable face aux menaces environnementales d'origine humaine, et nous devons la conserver afin de protéger également la biodiversité qui dépend du pécari à lèvres blanches.

### Organisations participant à la conservation deT.pecari
- Parc amazonien de Guyane
- Office Français de la Biodiversité
- WCS Peru
- World Land Trust

### Pour l'espèce
- (en) Mammal Species of the World (3e  éd., 2005) :  Tayassu pecari   Link, 1795
- (en) Tree of Life Web Project : Tayassu pecari
- (en) Paleobiology Database : Tayassu pecari  (Link 1795)
- (fr + en) ITIS : Tayassu pecari  (Link, 1795)
- (en) Animal Diversity Web : Tayassu pecari
- (en) NCBI : Tayassu pecari (taxons inclus)
- (en) UICN : espèce Tayassu pecari (Link, 1795) (consulté le 29 mai 2015)
- (fr + en) CITES : espèce Tayassu pecari (Link, 1795)  (+ répartition) (sur le site de l’UNEP-WCMC)
- (fr) CITES : taxon  Tayassu pecari (sur le site du ministère français de l'Écologie)

### Pour le genre
- (en) Mammal Species of the World (3e  éd., 2005) :  Tayassu   G. Fischer [von Waldheim, 1814]
- (en) Catalogue of Life : Tayassu G. Fischer [von Waldheim , 1814] (consulté le 11 décembre 2020)
- (en) Paleobiology Database : Tayassu  Fischer 1814
- (fr + en) ITIS : Tayassu  G. Fischer, 1814
- (en) Animal Diversity Web : Tayassu
- (en) NCBI : Tayassu (taxons inclus)
- (en) UICN : taxon  Tayassu  (consulté le 7 janvier 2023)
- (fr + en) CITES : genre Tayassu (sur le site de l’UNEP-WCMC)